# برهوفه
برهوفه (به اوکراینی: Берегове) شهری در استان زاکارپاتیا در کشور اوکراین واقع شده‌است. جمعیت این شهر ۲۳,۴۸۵ نفر (۲۰۲۱ تخمینی) است.